# Hallock, Minnesota
Hallock är administrativ huvudort i Kittson County i den amerikanska delstaten Minnesota. Orten har fått sitt namn efter författaren Charles Hallock.